# Archidiecezja Aparecidy
Archidiecezja Aparecidy (łac. Archidioecesis Apparitiopolitana) – archidiecezja rzymskokatolicka w Brazylii. Siedziba mieści się w Aparecidzie, a cała archidiecezja obejmuje obszar ok. 1 300 km².

## Historia
Archidiecezja została powołana do życia 19 kwietnia 1958 z części obszarów archidiecezji São Paulo oraz diecezji Taubaté.

## Główne świątynie
- Archikatedra: Bazylika archikatedralna Matki Bożej w Aparecidzie
- Bazylika mniejsza: Bazylika Matki Bożej w Aparecidzie

## Arcybiskupi Aparecidy
- Carlos Carmelo de Vasconcellos Motta (18 kwietnia 1964 – 18 września 1982)
- Geraldo María de Morais Penido  (18 września 1982 – 12 lipca 1995)
- Aloísio Lorscheider (12 lipca 1995 – 28 stycznia 2004)
- Raymundo Damasceno Assis (28 stycznia 2004 – 16 listopada 2016)
- Orlando Brandes (od 16 listopada 2016)[1]